# Башарино
Башарино — деревня в Кимрском районе Тверской области. Входит в состав Приволжского сельского поселения.

## География
Деревня находится в юго-восточной части Тверской области, в зоне хвойно-широколиственных лесов, в пределах Верхневолжской зандровой низины, на берегу Волги, на расстоянии примерно 11 километров (по прямой) на север-северо-восток от города Кимры, административного центра округа.

### Климат
Климат характеризуется как умеренно континентальный, с относительно мягкой снежной зимой и умеренно тёплым влажным летом. Среднегодовая температура воздуха — 3 °C. Средняя температура воздуха самого холодного месяца (января) — −9,1 °C (абсолютный минимум — −50 °C), средняя температура самого тёплого (июля) — 17 — 18 °С (абсолютный максимум — 35 °С). Безморозный период длится около 125 дней. Годовое количество атмосферных осадков составляет в среднем 550—600 мм, из которых большая часть выпадает в тёплый период. Снежный покров держится в течение 150 дней.

## История
Известна с 1628 года как пустошь. С 1678 известна как деревня из 3 дворов.

## Население
| 2010 |
| ---- |
| 26   |

### Историческая численность населения
Численность населения: 79 человек (1777 год), 32 (1844), 129 (1859 год), 27 (русские 92 %) в 2002 году, 26 в 2010.

## Инфраструктура
Личное подсобное хозяйство с зоной сельскохозяйственного использования, индивидуальная застройка усадебного типа. В 1777 году 19 дворов, в 1844 − 18. В 1859 году здесь (деревня Калязинского уезда Тверской губернии) было учтено 19 дворов.

## Транспорт
Автобусное сообщение с райцентром. Остановка общественного транспорта «Башарино».